# Мілані (Цнорі)
«Мілані» — професіональний грузинський футбольний клуб з Цнорі.

## Хронологія назв
- 19?? — Гарцкалі
- 2000 — Мілані (Цнорі)

## Історія
Заснований у 1998 році в місті Цнорі. У сезоні 2002/03 років дебютував у Лізі Умаглесі, який завершив на 11-му місці. У кубку Грузії «Мілані» дійшов до 1/4 фіналу. У 2004 році об'єднався з клубом «Мерані» (Тбілісі).

## Відомі гравці
- Темур Дімітрішвілі
- Дімітрі Капанадзе